# Fritz Bleyl

Plakat (Lithografie) von Fritz Bleyl für die erste Ausstellung Künstlergruppe Brücke, 1906.

Fritz Bleyl (vollständiger Name: Hilmar Friedrich Wilhelm Bleyl; * 8. Oktober 1880 in Zwickau; † 19. August 1966 in Bad Iburg) war ein deutscher Architekt und Maler des Expressionismus.

## Leben und Werk
Zusammen mit Ernst Ludwig Kirchner begann Bleyl 1901 ein Architekturstudium an der Technischen Hochschule Dresden. Am 7. Juni 1905 gründeten Kirchner, Erich Heckel, Karl Schmidt-Rottluff und Fritz Bleyl die Künstlergruppe „Brücke“. Bleyl, der sich nie mit Ölmalerei beschäftigte, arbeitete vorwiegend mit Holzschnitten, Aquarell- und Tuschepinsel. Bleyls Werke der Brückezeit waren vom Pointillismus inspiriert.
Kurzzeitig verfolgte Bleyl auch das Ziel eines freien Künstlerdaseins, gab dieses aber 1907 bereits wieder auf, um Zeichenlehrer zu werden und zu heiraten.
Bleyl schied 1907 wieder aus der Gruppe aus und ließ sich 1909 in Freiberg nieder. In den Jahren 1910 bis 1912 wirkte er im Büro des Dresdner Architekten Ernst Kühn und anschließend bis 1914 in ähnlicher Funktion in Rostock. 1916 beendete Bleyl erfolgreich seine Promotion bei Cornelius Gurlitt in Dresden.
1919 avancierte er zum Studienrat, 1940 zum Baurat an der staatlichen Bauschule Berlin. Nach Kriegsende fand er eine Anstellung als Studien- und Baurat an der Berliner Baugewerkschule.
Zwischen 1948 und 1949 lebte und wirkte Bleyl in seiner Heimatstadt und ließ sich dann in Knechtsteden im Rheinland nieder. 1952 ging er für fünf Jahre nach Schlebusch bei Köln. 1959 ließ sich Bleyl in Lugano nieder.
Ein Teil seines schriftlichen Nachlasses befindet sich im Deutschen Kunstarchiv im Germanischen Nationalmuseum in Nürnberg.

## Ausstellungen (unvollständig)
- 1954: Zwickau, Städtisches Museum („Künstler aus Zwickau“)[4]

### Postume Einzelausstellungen
- 1993: Zwickau, Städtisches Museum, und Bietigheim-Bissingen, Städtische Galerie

- 2023: Berlin, Brücke-Museum: 1905: Fritz Bleyl und der Beginn der Brücke[5]
- 2023: Kunstsammlungen Zwickau: 1905: Fritz Bleyl und der Beginn der Brücke[6]